# Географија Норвешке
Норвешка је држава северне Европе, на северозападу Скандинавског полуострво. Граничи се са Финском и Шведском и малим делом Русијом, а излази на Северно море, Скагерак и северозападни део Атлантског океана. Норвешка има дугачку обалу и бројне фјордове и острва, којих има преко 50.000. Налази се између 58°N и 71°N (Свалбард се налази на око 81°N) и 5°E и 31°E. Норвешка је једна од најсевернијих држава света, а и једна од најбртовитијих држава Европе. На њеној територији провлађују Скандинавске планине.